# بوب هاس (لاعب كرة قدم أمريكية)
بوب هاس (بالإنجليزية: Bob Haas)‏ هو لاعب كرة قدم أمريكية ولاعب كرة قدم كندية أمريكي، ولد في 1930 في دايتون في الولايات المتحدة.

## وصلات خارجية
- بوب هاس على موقع JustSportsStats.com (الإنجليزية)